# The Faders
The Faders est un groupe féminin de punk rock britannique, originaire de Londres, en Angleterre. En mars 2005, le groupe sort le single No Sleep Tonight, suit Jump quelques mois après. Leur dernier single en date est Look At Me Now. The Whatever It Takes est également bien connu. Le groupe se sépare en 2006.

## Biographie
The Faders est formé en 2004 à Londres, en Angleterre. Après avoir signé avec Polydor Records, le groupe publie son premier single, No Sleep Tonight, qui atteint la 13e place de l'UK Singles Chart, en mars 2005. Leur deuxième single, Jump, est publié quelques mois plus tard, et atteint la 21e place des classements locaux. Elles publient cette même année, leur premier et seul album studio, intitulé Plug in and Play, qui est enregistré au Metrophonic Studios, en Angleterre.
Le groupe joue à la tournée Jersey Telecom - Summer Sizzler de Jersey, le 9 juillet 2005. Elles jouent au Southampton Common le 5 juin 2005. Elles jouent aussi quatre concerts au 100 Club de Londres, et au Various Summer Party in the Parks. Elles jouent avec Kelly Clarkson gagnante de American Idol pendant sa tournée Breakaway World Tour. En avril 2006, des semaines avant la sortie du troisième single, Look at Me Now, le groupe est renvoyé de Polydor. Les membres contre-attaquent avec humour en portant un t-shirt avec marqué dessus Polygone (un jeu de mots entre Polydor et gone qui signifie « parti »). Les membres ne chercheront pas après un nouveau label et décideront de se séparer. Cette séparation est annoncée sur leur page MySpace le 6 juillet 2006.
La plupart de leurs chansons sont incluses dans des séries télévisées ou des publicités notamment. No Sleep Tonight est la bande-son de la série télévisée britannique Sugar Rush, et d'une publicité pour McDonald's et son Happy Meal en 2006.

## Membres
- Molly McQueen (née le 7 mars 1987) ; fille de Midge Ure et Annabel Giles) - guitare, chant (2004–2006)
- Toy Valentine (née le 4 juillet 1985) - basse, claviers (2004–2006)
- Cherisse Osei (née le 23 décembre 1986) - percussions (2004–2006)

## Discographie

### Album studio
- 2005 : Plug in and Play

### Singles
- 2005 : No Sleep Tonight
- 2005 : Jump
- 2006 : Look At Me Now